# Abrochocis esperanza
Abrochocis esperanza là một loài bướm đêm thuộc phân họ Arctiinae, họ Erebidae.